# Центральное управление Южного Вьетнама
Центральное управление Южного Вьетнама (вьет. Văn phòng Trung ương Cục miền Nam, англ. Central Office for South Vietnam; COSVN) — политический и военный штаб Вьетнамской народной армии, руководивший всеми действиями коммунистических сил в Южном Вьетнаме во время Вьетнамской войны.
Управление было создано в 1961 году для руководства партизанской войной, которую вёл Национальный фронт освобождения Южного Вьетнама (Вьетконг). Оно подчинялось генеральному штабу Вьетнамской народной армии, в 1964—1967 годах представителем генштаба при управлении был Нгуен Ти Тхань, после его смерти — Фам Хунг.
На протяжении всей Вьетнамской войны силы США и Республики Вьетнам безуспешно пытались уничтожить Центральное управление. Его точное местонахождение было неизвестно; по утверждению генерала Уильяма Уэстморленда, в начале 1960-х годов управление располагалось в провинции Тэйнинь, а позднее — на территории Камбоджи. Уничтожение этого штаба было провозглашено президентом США Ричардом Никсоном одной из целей военной операции в Камбодже в 1970 году, но обнаружить его так и не удалось.